# Berlaimont Communal Cemetery Extension
Le cimetière « Berlaimont Communal Cemetery Extension  » est un cimetière militaire  de la Première Guerre mondiale situé sur le territoire de la commune de Berlaimont, Nord. 

## Localisation
Ce cimetière est situé au nord-ouest du village, à l'intérieur du cimetière communal, rue Wibaille Dupont.

## Historique
Occupé dès la fin août 1914 par les troupes allemandes, Berlaimont est resté loin du front pendant 4 années. Ce cimetière a d'abord été utilisé par les Allemands pour inhumer leurs soldats et les corps des prisonniers de guerre. Le village fut finalement libéré après les combats du 5 au 8 octobre 1918, soit moins d'une semaine avant l'armistice. Ce cimetière a été créé à cette date.  Après l'armistice, les tombes allemandes ont été enlevées .

## Caractéristique
Ce cimetière comporte 50 sépultures de soldats britanniques, pour la plupart tombés les 5, 6, 7 et 8 novembre 1918, dont un seul n'est pas identifié.

## Sépultures
| Pays        | Sépultures |
| ----------- | ---------- |
| Royaume-Uni | 50         |

### Liens Externes
http://www.inmemories.com/Cemeteries/berlaimontcomext.htm